# Basílica de San Sixto Vecchio

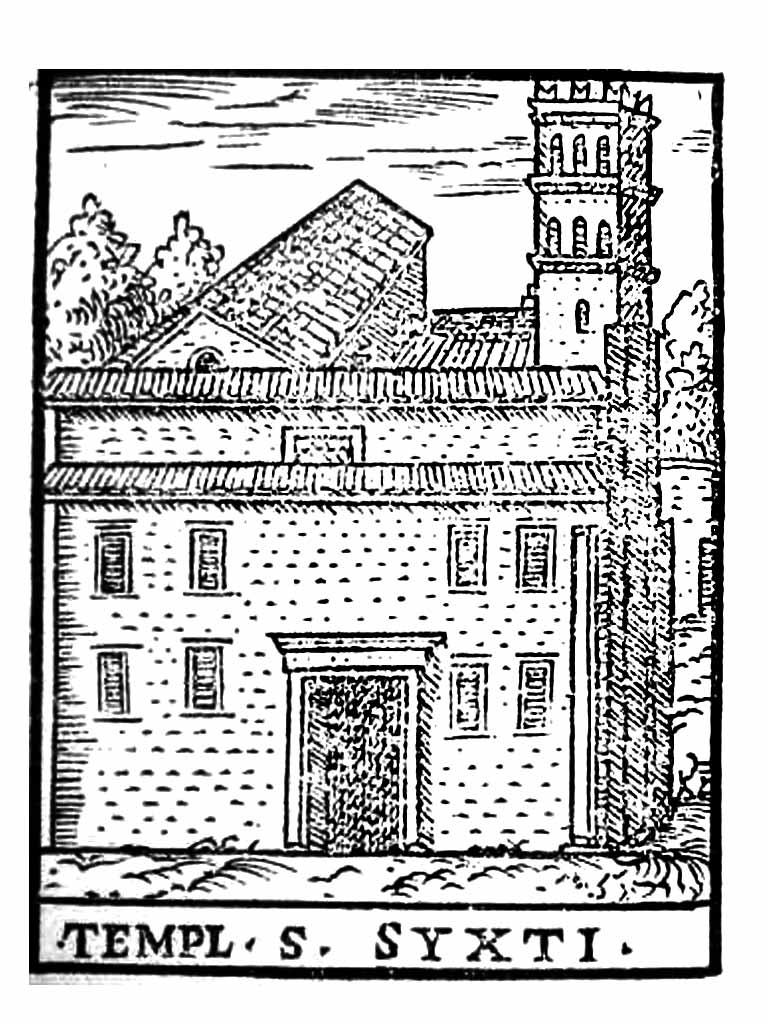
Xilografía de San Sixto Vecchio en el, de Las cosas maravillosas de la ciudad alma de Roma (Venecia: Girolamo Francino, 1588)

La basílica de San Sisto Vecchio, en la via Appia, es una de las más de sesenta basílicas menores entre las iglesias de Roma, y una iglesia titular desde el año 600 d. C. Como tal, está relacionada con el título de cardenal sacerdote, cuyo titular actual es Marian Jaworski de Ucrania.

## La basílica
La basílica fue construida en el siglo IV y está registrada como Titulus Crescentianae, relacionando así la iglesia con un cierto Crescentia, posiblemente una mujer romana que fundó la iglesia. Según la tradición, la iglesia fue establecida por el papa Anastasio I (399-401).
La iglesia está dedicada al papa Sixto II y alberga sus reliquias que fueron transferidas allí desde la catacumbas de San Calixto en el siglo VI.
La basílica de San Sixto Vecchio fue reconstruida a principios del siglo XIII por el papa Inocencio III. La iglesia actual es el resultado de las restauraciones del papa Benedicto XIII en el siglo XVIII, que solo dejó el campanario y el ábside de la iglesia medieval.
Se ha conservado un ciclo de frescos del siglo XIII que representan escenas del Nuevo Testamento y de los Evangelios apócrifos.
El papa Honorio III confió la reforma del monasterio de San Sixto Vecchio a Santo Domingo en el decenio de 1220, con la intención de que formara parte de la reforma de la vida religiosa femenina en Roma. En 1219 Honorio invitó entonces a Domingo y a sus compañeros a fijar su residencia permanente en la antigua basílica romana de Santa Sabina, lo que hicieron a principios de 1220. Después de eso fundaron un convento y un studium el 5 de junio de 1222, formando así el studium original de la Orden Dominicana en Roma, del cual saldría el Colegio de Santo Tomás del siglo XVI en Santa María sobre Minerva y la Universidad Pontificia de Santo Tomás de Aquino.
Las monjas dominicas todavía ocupan el monasterio de San Sixto Vecchio.

## Cardenales protectores
Se sabe que las siguientes personas fueron Cardenales sacerdotes de S. Sixto: (la cursiva se utiliza para indicar casos especiales):
- Joannes (atestiguada solo a principios de 1069).
- Petrus (atestiguado de 1100 a 1112).
- Sigizo (atestiguado de 1118 a 1130), romano. Siguió al papa Anacleto II en el cisma de 1130-1139.
- Giovanni, OSB Cas. (1168-1177), italiano
- Arnaud de Villemur , CRSA (1350.12.17 - 1355.10.28), francés
- Nicolás Rossell, OP (12/23/1356 - 03/28/1362), Italian
- Simon Langham , OSB (1368.09.22 - 1373.08), Langham, Rutland, Inglaterra (Reino Unido)
- Luca Rodolfucci de Gentili (1378.09.18 – 1389.01.18), italiano
- Pseudocardinal -priestst Leonardo Rossi de Giffoni, O.Min. (* 1378.12.18 - 1398.10), italiano
- Giovanni Dominici , OP (1408.05.09 - 1419.06.10), italiano
- Juan Casanova, OP (1431.07.04 - 1436.03.01), español
- Juan de Torquemada, O.P. (1440.01.08 – 1446), Valladolid, Castilla, España
- Pseudocardinal -priestst Giovanni di Ragusa , OP (* 1440.10.02 - 1443.10), croata (Obediencia del antipapa Félix V )
- Pedro Riario , O. Min. (1471.12.22 - 1474.01.03), Savona Pedro Ferris (1476.12.30 - 1478.09.25), Cocentaina, Alicante, España
- Cosma Orsini , OSB Cas. (1480.05.15 - 1480.06.03), romano, padre de Fermo (ocupó el título durante tres semanas)
- Pierre de Foix, el joven , O. Min. (1485.08 - 1490.08.10), Pau, condado de Foix
- Paolo Fregoso (1490-1498.03.22), italiano
- Georges d'Amboise (1498.09.17 - 1510.05.25), francés
- Achille Grassi (1511.03.17 - 1517.07.06), boloñesa
- Tommaso Cajetan de Vio, O.P. (1517.07.06 – 1534.03.14), Gaeta, reino de Nápoles
- Nikolaus von Schönberg , O.P. (1537.05.31 - 1537.09.07), Rothschönberg, cerca de Meissen
- Gian Pietro Carafa (luego Papa Pablo IV ) (1537.09.24 - 1541.07.06), Capriglia Irpina, reino de Nápoles
- Juan Álvarez de Toledo, O.P. (1541.07.06 – 1547.01.24), Spanish
- Cardenal-diácono Charles de Bourbon-Vendome (1549.02.25 - 1561.01.15 pro illa vice Deaconry ), francés. Traducido a S. Crisogono
- Philibert Babou de la Bourdaisière (1561.03.10 - 1564.11.17), francés
- Cardenal sacerdote Ugo Boncompagni (más tarde papa Gregorio XIII ) (1565.05.15 - 1572.05.13), italiano
- Filippo Boncompagni (1572.06.16 - 1586.06.09), italiano
- Jerzy Radziwiłł (1586.07.14 - 1600.01.21), lituano-polaco
- Alfonso Visconti (1600.01.24 - 1608.09.19), italiano
- Giambattista Leni (1608.12.10 - 1618.03.05), italiano
- Francisco Gómez Rojas de Sandoval (1621.03 – 1625.05.17), Spanish
- Laudivio Zacchia (1626.02.09 - 1629.09.17), Vezzano Ligure, República de Génova
- Agostino Oreggi (1634.01.09 - 1635.07.12), italiano
- Carlo de’ Medici (1644.12.12 – 1645.03.06), Florencia, Gran Ducado de Toscana
- Domenico Cecchini (1645.04.24 - 1656.05.01), italiano
- Giulio Rospigliosi (más tarde papa Clemente IX ) (1657.04.23 - 1667.06.20), italiano
- Giacomo Rospigliosi (1668.01.30 - 1672.05.16), italiano
- Vincenzo Maria Orsini de Gravina , OP (más tarde Papa Benedicto XIII ) (1672.05.16 - 1701.01.03), italiano
- Nicolò Spinola (1716.06.08 - 1725.01.29), español
- Agostino Pipia, O.P. (1725.01.29 – 1729.03.03), italiano
- Louis-Antoine de Noailles (1729.03.03 - 1729.05.04), francés
- Francesco Antonio Finy (1729.07.06 – 1738.09.03), Italian
- Vincenzo Ludovico Gotti , OP (1738.09.26 - 1742.09.18), Bolonia, italiano
- Luigi Maria Lucini, OP (1743.09.23 - 1745.01.17), italiano
- Carlo Vittorio Amedeo Delle Lanze (1747.10.02 - 1758.11.22), italiano
- Giuseppe Agostino Orsi, OP (1759.11.19 - 1761.06.13), italiano
- Giovanni Molino (1769.06.26 - 1773.03.14), italiano
- Juan Tomás de Boxadors y Sureda de San Martín, O.P. (1775.12.18 - 1780.12.16), español
- Jean-Baptist-Marie-Anne-Antoine de Latil (1829.05.21 - 1839.12.01), francés
- Gaspare Bernardo Pianetti (1840.12.17 - 1862.01.30), italiano
- Cardenal sacerdote Filippo Maria Guidi, OP (1863.03.19 - 1872.07.29, 1872.07.29 - 1877.06.20 en commendam), italiano
- Lucido Maria Parocchi (1877.06.25 - 1884.03.24), italiano
- Camillo Siciliano di Rende (1887.05.26 - 1897.05.16), italiano
- Giuseppe Antonio Ermenegildo Prisco (1898.03.24 - 1923.02.04), italiano
- Achille Liénart (1930.07.03 - 1973.02.15), francés
- Octavio Antonio Beras Rojas (1976.05.24 - 1990.12.01), dominicano
- Ignacio Kung Pin-mei (龚 品 梅) (1991.06.30 - 2000.03.12), RP China
- Marian Jaworski (21 de febrero de 2001 -), ucraniano